# Velodróm Prešov

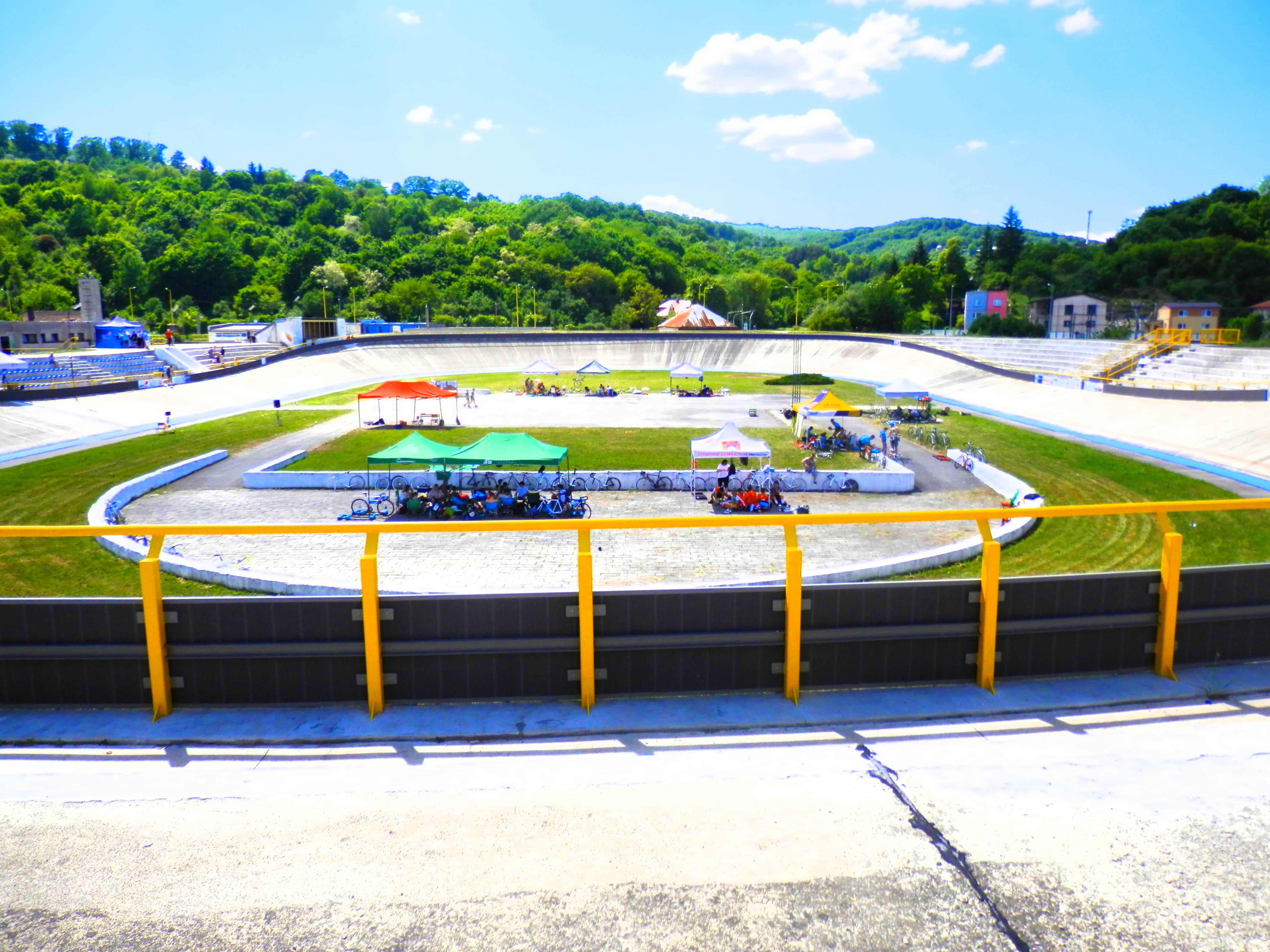
Außenansicht des Velodróm Prešov

Das Velodróm Prešov oder Cyklistický štadión Prešov ist eine Radrennbahn im slowakischen Prešov. Es ist die derzeit einzige nutzbare Radrennbahn der Slowakei.

## Geschichte und Beschreibung
Das Velodrom wurde von 1983 bis 1989 in Zusammenarbeit des Tschechoslowakischen Radsportverbandes, der Stadt Prešov und des örtlichen Radsportvereins TJ Lokomotíva Prešov errichtet. Der Bau erfolgte im Rahmen der Operation Z mit finanzieller Unterstützung des ČSZTV (Československý svaz tělesné výchovy – Tschechoslowakischer Verband für Leibeserziehung). Beim Bau wurden bereits die 1988 von der UCI erlassenen Vorgaben für Radrennbahnen berücksichtigt und die damals gültigen olympischen Parameter für die Streckenlänge (1 Runde = 333,33 Meter; 3 Runden = 1 Kilometer) erfüllt. Die feierliche Eröffnung erfolgte 1989 durch den späteren Vizepräsidenten der UCI Vladimír Holeček zusammen mit dem Olympiasieger und dreifachen Weltmeister im Bahnradfahren Anton Tkáč.   
Mitte der 2000er Jahre stellten der Pächter und die Stadt Prešov den Betrieb des Velodroms ein und das Gelände verfiel zunehmend. Zur Rettung des Velodroms wurde 2012 eigens ein neuer Verein Športový Klub Velodróm Prešov gegründet. Von 2016 bis 2017 erfolgte die Sanierung des Velodroms. Seite der Saison 2018 ist das Velodrom offiziell an den ŠK Velodróm Prešov verpachtet. 2019 erfolgte durch die UCI die Zertifizierung der Rennstrecke für internationale Rennen. Seit der Wiedereröffnung ist das Velodrom regelmäßiger Austragungsort der nationalen Meisterschaften sowie des Grand Prix Prešov, der auch im Rennkalender der UCI steht.
Das Velodróm Prešov ist eine Freiluftbahn ohne Überdachung. Die Bahn selbst ist aus Beton und hat eine Länge von 333,33 Metern und eine Breite von 7,50 Metern. Die Überhöhung beträgt 37 Grad in den Kurven und 12 Grad auf den Geraden.